# Schistochila isotachyphylla
Schistochila isotachyphylla là một loài rêu trong họ Schistochilaceae. Loài này được (J.J. Engel & R.M. Schust.) X.-L. He & Glenny mô tả khoa học đầu tiên năm 2010.